# Synagoga v Žatci
Synagoga v Žatci je druhá největší zachovaná synagoga v Čechách (po velké plzeňské synagoze) a kulturní památka. Byla postavena v letech 1871–1872 v maurském stylu ve východní části centra města Žatec v Dlouhé ulici. Při Křišťálové noci roku 1938 byla poškozena požárem, poté sloužila jako sklad. Roku 2013 byla zahájena její rekonstrukce a roku 2024 byla synagoga slavnostně znovuotevřena.

## Stavba
Synagoga byla letech 1871 až 1872 postavena v maurském stylu podle plánů stavebního mistra Johanna Staňka (postavil také synagogu v Lounech). Slavnostní vysvěcení synagogy se uskutečnilo 19. března 1872 pod vedením rabína Dr. Abrahama Franka.
Jde o jednolodní budovu s apsidou, v jejímž západním průčelí s rizalitem stojí dvě hranolové věže s kupolemi. Strop interiéru tvoří valená klenba. V roce 1911 došlo k renovaci synagogy, při níž byly pořízeny vnitřní nástěnné malby (některé pořízeny již v roce 1883).
V listopadu 1938 byla vypálena během Křišťálové noci, ale protože se místní Němci obávali, že by oheň mohl přeskočit na okolní zástavbu, povolili místním hasičům posléze požár uhasit, což synagogu zachránilo, vnitřní vybavení se však nedochovalo. Od té doby však již stavba neslouží svému účelu. Během druhé světové války byla využívána jako vojenská nemocnice a pomocná škola a po roce 1949 sloužila jako sklad civilní obrany a chátrala.
V roce 1997 započaly opravy zdevastované synagogy, která dostala novou fasádu, střešní krytinu atp. Pro svou vynikající akustiku je příležitostně využívána ke koncertům. Je chráněna jako kulturní památka České republiky.

## Obnova synagogy
V roce 2013 koupil synagogu a přilehlý rabínský dům Daniel Černý z Chomutova a zahájil rekonstrukci obou objektů. Dokončení plánoval na rok 2022, a s výjimkou obnovy původního interiéru, pro velkou nákladnost odložené na neurčito, se synagogu podařilo i s rabínským domem opravit. Roku 2023 získal Daniel Černý za rekonstrukci synagogy a rabínského domu od Národního památkového ústavu cenu Patrimonium pro futuro v kategorii Záchrana památky. Slavnostní otevření synagogy a rabínského domu se uskutečnilo 19. března 2024, v den 152. výročí jejího vysvěcení.
K budově synagogy přiléhá z jižní strany budova bývalé židovské školy, kde byl také byt rabína a kanceláře židovské obce.

## Galerie

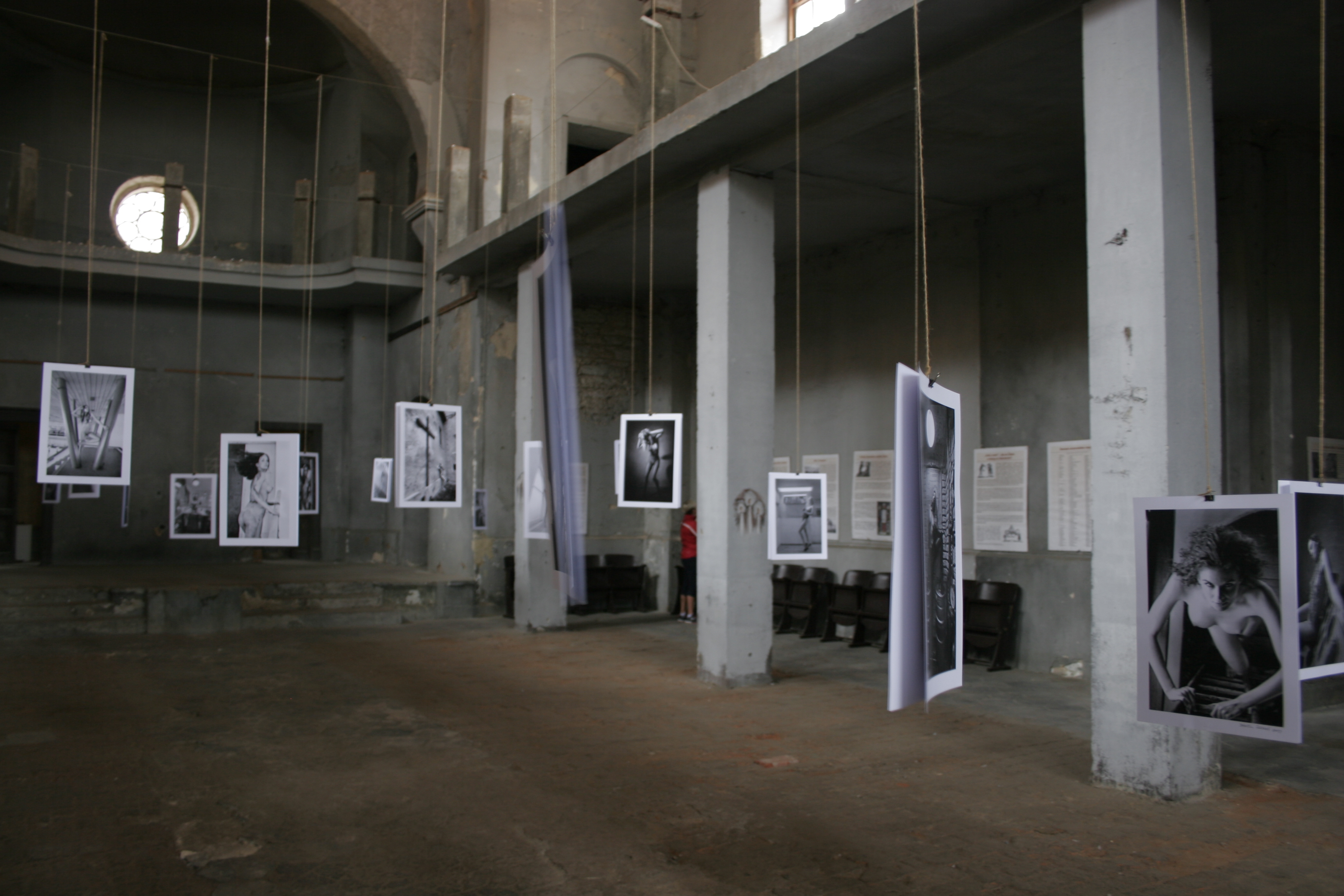
Výstava Fotky Daniela Černého (2017)